# تور كيلر
تور كيلر (بالسويدية: Tore Keller)‏ (4 يناير 1905 - 15 يوليو 1988) لاعب كرة قدم سويدي راحل كان يجيد اللعب في خط الهجوم.
لعب طوال مسيرته الرياضية في نادي سليبنر.
شارك مع منتخب السويد في بطولة كأس العالم 1934 في إيطاليا حيث خرج من الدور الربع النهائي وبطولة كأس العالم 1938 في فرنسا حيث احتل المركز الرابع.

## وصلات خارجية
- تور كيلر على موقع الاتحاد الدولي (مؤرشف)  (الإنجليزية)
- تور كيلر على موقع اتحاد السويد (السويدية)
- تور كيلر على موقع قاعدة بيانات كرة القدم.إي يو (الإنجليزية)
- تور كيلر على موقع ناشيونال فوتبول تيمز (الإنجليزية)
- تور كيلر على موقع عالم كرة القدم.نت (الإنجليزية)
- تور كيلر على موقع اللجنة الأولمبية الدولية (الإنجليزية)
- تور كيلر على موقع أوليمبيديا (الإنجليزية)
- تور كيلر على موقع اللجنة الأولمبية السويدية (السويدية)

- سيرة ذاتية